# Trpeznica
Trpeznica (makedonsky Трпезница, albánsky Tërpeznica, 2590 m n. m.) je hora v pohoří Šar planina na kosovsko-severomakedonské hranici. Kosovská část masivu leží na území opštiny Dragaš, severomakedonská část leží na území opštiny Bogovinje. Hora se nachází v hlavním hřebeni mezi vrcholy Džinibeg (2610 m) na severu a Čelepinski vrv (2554 m) na jihozápadě. Pod východními svahy Trpeznice se rozkládá Belo ezero.